# Chlef
Chlef (in arabo  الشلف) è una città dell'Algeria settentrionale, capoluogo dell'omonima provincia. Durante il dominio coloniale francese era chiamata Orléansville; fu ribattezzata Al-Asnam nel 1962 e Chlef nel 1980. Il nome attuale deriva da quello del Chlef, il fiume più lungo dell'Algeria.

## Geografia fisica
La città si trova al centro di una zona sismica. In tempi recenti Chlef fu colpita da un terremoto nel settembre 1954, che causò 1500 morti. Il 10 ottobre 1980  fu nuovamente danneggiata pesantemente da un terremoto che causò oltre 3500 morti.

## Infrastrutture e trasporti

### Strade
- Autostrada A1, chiamata anche l'autostrada dell'ovest, che attraversa il territorio comunale, con xue uscite: Chief est e Chief ovest.

## Amministrazione

### Gemellaggi
- Skopje, dal 1983